# Група Брауера
У математиці групою Брауера поля k називається група класів еквівалентності скінченновимірних центральних простих алгебр над полем k із груповою операцією заданою тензорним добутком. 
Група Брауера була визначена і вивчалася в серії робіт Брауера, Нетер, Алберта, Гассе і інших починаючи з 20-х років 20 століття. Найповніші результати, аж до повного обчислення групи Брауера, були отримані для числових полів у зв'язку з розвитком теорії полів класів. У термінах групи Брауера формулюється загальна форма закону взаємності.
Узагальненням поняття групи Брауера є група Брауера—Гротендіка, що визначається аналогічно група Брауера з заміною центральних простих алгебр на алгебри Адзумаї.

## Означення
Алгебра A над полем k називається центральною простою, якщо її центр є рівним k і вона є простим кільцем. Якщо А і В є двома центральними простими алгебрами над полем k, то і їх тензорний добуток {\displaystyle A\otimes _{k}B} є центральною простою алгеброю.
Якщо A є центральною простою алгеброю над полем k то центральною простою алгеброю буде також обернена алгебра, тобто алгебра Аop  побудована на тому самому векторному просторі із тією ж адитивною структурою і множенням на скаляр але із множенням заданим як {\displaystyle (ab)_{A^{op}}=(ba)_{A}.} До того ж {\displaystyle A\otimes _{k}A^{op}\cong M(n,k),} де n — розмірність А над полем k.
Згідно теореми Веддерберна скінченновимірна проста алгебра A є ізоморфною матричній алгебрі M(n,S) для деякого тіла S. Дві скінченновимірні центральні прості алгебри A ~ M(n,S) і B ~ M(m,T) над полем F називаються подібними (еквівалентними за Брауером), якщо тіла S і T є ізоморфними. 
Еквівалентність Брауера можна задати також і в інший спосіб: скінченновимірні центральні прості алгебри A і B над полем k є еквівалентними якщо для деяких натуральних чисел n і m алгебра {\displaystyle A\otimes _{k}M(n,k)} є ізоморфною алгебрі {\displaystyle B\otimes _{k}M(m,k).}
З означень очевидно, що у кожному класі Брауера міститься рівно одна алгебра з діленням.
Для класів Брауера [A] і [B] тепер можна ввести {\displaystyle [A][B]=\left[A\otimes _{k}B\right]}. Дана операція є коректно визначеною, тобто якщо A ~ C і B ~ D (у введеному відношенні еквівалентності), то також {\displaystyle A\otimes _{k}B\sim C\otimes _{k}D}.
Оскільки {\displaystyle A\otimes _{k}k\cong k\otimes _{k}A\cong A} то {\displaystyle [A][k]=[k][A]=[A]} і клас еквівалентності поля k (який також містить всі повні матричні алгебри M(m,k)) є нейтральним елементом для даної бінарної операції.
Також [A][Аop ] = [Аop ][A] = [M(m,k)] = [k], тобто клас [Аop ] є оберненим до [A].
Із властивостей тензорного добутку також випливає, що введена операція є комутативною і асоціативною і тому множина класів еквівалентності із введеною операцією є абелевою групою, яка називається групою Брауера поля k і позначається {\displaystyle {\textrm {Br}}(k).}

## Приклади
- Група Брауера дорівнює 0 для будь-якого сепарабельно замкнутого поля і будь-якого скінченного поля.
- Для поля дійсних чисел група Брауера є циклічною групою 2-го порядку і її ненульовий елемент — клас алгебри кватерніонів.
- Якщо k — поле p-адичних чисел або будь-яке повне дискретно нормоване локально компактне поле, то його група Брауера є ізоморфною {\displaystyle \mathbb {Q} /\mathbb {Z} } (тут {\displaystyle \mathbb {Q} } — адитивна група раціональних чисел, {\displaystyle \mathbb {Z} } — адитивна група цілих чисел). Цей факт є важливим в локальній теорії полів класів.

## Властивості
- Група Брауера є абелевою.
- Група Брауера завжди є періодичною групою. Порядок будь-якого її елемента ділить число n, де n^2 — ранг тіла, що представляє цей елемент.
- Група Брауера функторіально залежить від k, тобто якщо K — розширення поля k, то визначений гомоморфізм {\displaystyle {\textrm {Br}}(k)\to {\textrm {Br}}(K).} Його ядро, що позначається {\displaystyle {\textrm {Br}}(K/k)} складається з класів алгебр, що розщеплюються над К.

## Теорія полів класів
Нехай k — поле алгебричних чисел скінченного степеня або поле алгебричних функцій від однієї змінної із скінченним полем констант. Тоді має місце точна послідовність груп:
{\displaystyle 0\rightarrow {\textrm {Br}}(k){\xrightarrow {\textrm {inv}}}\bigoplus _{v}{\textrm {Br}}(k_{v}){\xrightarrow {\sum }}\mathbf {Q} /\mathbf {Z} \rightarrow 0,}
де v пробігає всі нормування поля k, а {\displaystyle k_{v}} — відповідні поповнення поля k, гомоморфізм {\displaystyle {\textrm {inv}}} індукується природними вкладеннями {\displaystyle k\to k_{v}.} Образ елемента з {\displaystyle {\textrm {Br}}(k)} в {\displaystyle {\textrm {Br}}(k_{v})} називається локальним інваріантом, гомоморфізм {\displaystyle \sum } є сумою локальних інваріантів. Цей факт встановлюється в глобальній теорії полів класів. Якщо k — поле алгебричних функцій від однієї змінної над алгебрично замкнутим полем констант, то його група Брауера є нульовою (теорема Тзена).

## Когомології Галуа
Конструкції схрещених добутків за допомогою систем факторів призводять до когомологічної інтерпретації група Брауера. Для будь-якого нормального розширення K/k має місце ізоморфізм
{\displaystyle {\textrm {Br}}(K/k)\cong H^{2}(K,K^{*}),}
де {\displaystyle H^{2}(K,K^{*})} — група двовимірних когомологій Галуа з коефіцієнтами в мультиплікативній групі {\displaystyle K^{*}} поля K. Більш того, група {\displaystyle {\textrm {Br}}(k)} є ізоморфною {\displaystyle H^{2}({\bar {k}},{\bar {k}}^{*}),} де {\displaystyle {\bar {k}}} — сепарабельне замикання поля k. Зіставлення центральній простій алгебрі її класу в група Брауера здійснюється за допомогою кограничного оператора
{\displaystyle H^{1}(K,PGL(n))\rightarrow H^{2}(K,K^{*})}
в когомологічній послідовності для точної послідовності груп
{\displaystyle 1\to G^{*}\to GL(n)\to PGL(n)\to 1.}
де {\displaystyle GL(n)} і {\displaystyle PGL(n)} — лінійна і проективна групи матриць порядку {\displaystyle n\prod n.} Тут група {\displaystyle H^{1}(K,PGL(n))} інтерпретується як множина класів з точністю до k-ізоморфізму центральних простих алгебр рангу {\displaystyle n^{2}} над полем k, що розщеплюються над K або як множина класів k-ізоморфних многовидів Брауера — Севері розмірності n-1, що мають K-точку.
Когомологічна інтерпретація група Брауера дозволяє розглядати її як групу класів центральних розширень групи Галуа сепарабельного замикання {\displaystyle {\bar {k}}/k} за допомогою групи {\displaystyle {\bar {k}}^{*}.}